# 法尔内塞宫

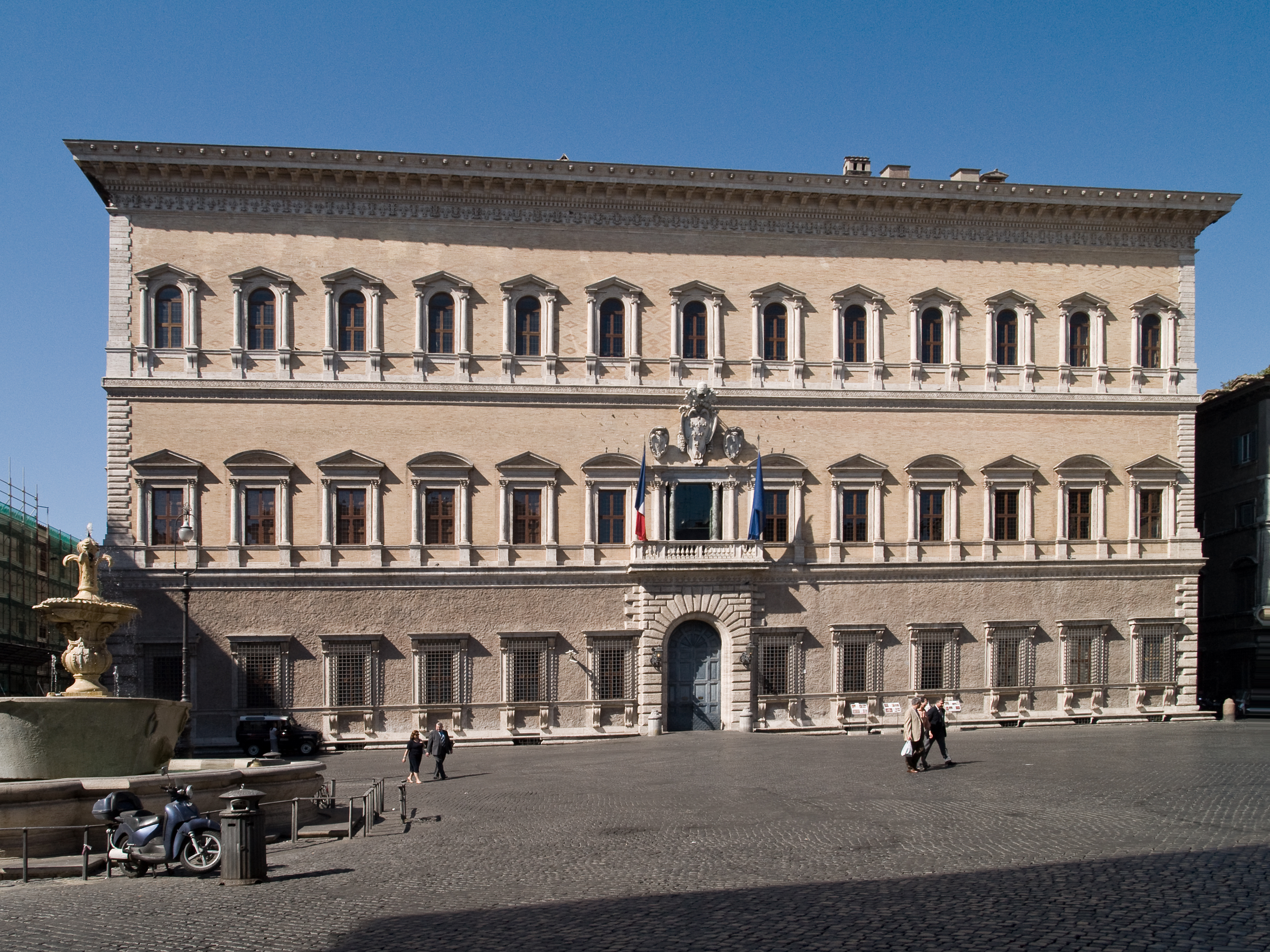
法尔内塞宫

法尔内塞宫（義大利語：Palazzo Farnese），或譯法尼榭宮，是罗马一座杰出的文艺复兴建筑，目前为法国驻意大利大使馆，坐落在法尔内塞广场（Piazza Farnese）。 
这座建筑在1517年为法尔内塞家族而设计，1534年亚历山德罗·法尔内塞当选为教宗保禄三世，宫殿又加以扩建，设计者包括16世纪意大利最杰出的建筑师，包括小安東尼奧·達·桑加羅、米开朗基罗、贾科莫·巴罗齐·达·维尼奥拉和贾科莫·德拉·波尔塔。 

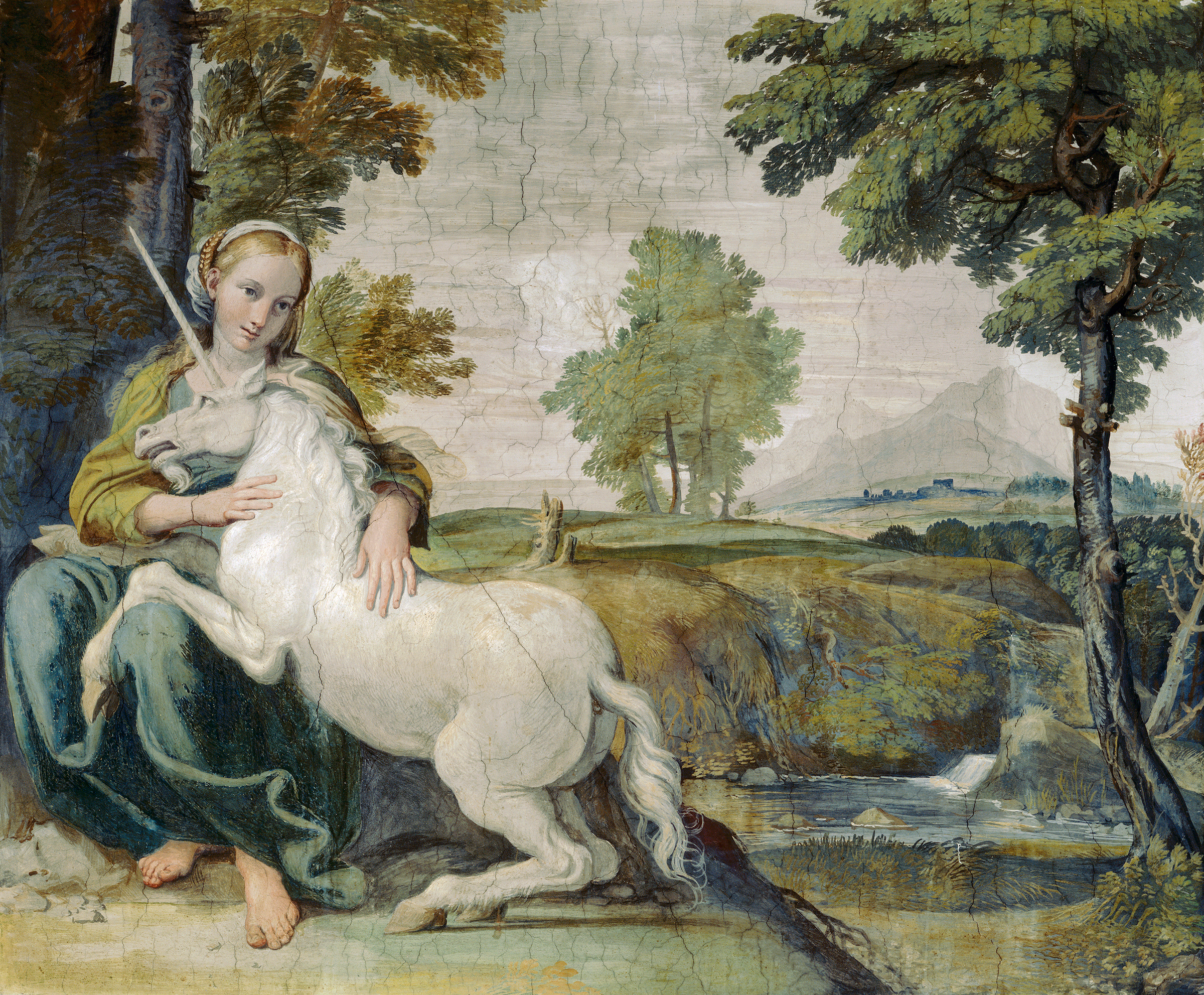
宮內畫廊的濕壁畫《處女與獨角獸》

在16世纪末，法尔内塞画廊重要的连环壁画《众神之爱》（The Loves of the Gods）出自博洛尼亚画家安尼巴莱·卡拉奇，标志着17世纪绘画中的两个不同的趋势，巴洛克和古典主义。著名的法尔内塞雕塑作品，目前在那不勒斯国家考古博物馆，其他法尔内塞收藏，现在大多在那不勒斯卡波迪蒙特博物馆。